# Torquigener vicinus
Torquigener vicinus är en fiskart som beskrevs av Gilbert Percy Whitley 1930. Torquigener vicinus ingår i släktet Torquigener och familjen blåsfiskar. Inga underarter finns listade i Catalogue of Life.